# Hàng rào điện tử McNamara
Hàng rào điện tử McNamara (tiếng Anh: McNamara Line electronic barrier, gọi tắt là McNamara Line) là tên gọi cho hệ thống các phương tiện điện tử phát hiện thâm nhập được quân đội Mỹ sử dụng dọc theo khu phi quân sự ở vĩ tuyến 17 và đường mòn Hồ Chí Minh như một biện pháp trinh sát mặt đất tự động nhằm phát hiện các hoạt động vận chuyển của Quân đội Nhân dân Việt Nam lưu thông qua khu vực này trong thời kỳ chiến tranh Việt Nam.
Hàng rào điện tử McNamara bao gồm hệ thống 17 căn cứ quân sự, kết hợp với hệ thống vật cản (hàng rào dây thép gai, bãi mìn,...), các thiết bị trinh sát điện tử mặt đất và trên không (radar, máy cảm ứng âm thanh, cảm ứng địa chấn...), được bố trí liên hoàn trong khu vực có chiều rộng 10–20 km, dài khoảng 100 km từ cảng Cửa Việt lên đường 9, tới biên giới Việt Nam - Lào, sang Mường Phìn, Lào.:349 Công trình còn được đặt tên là the barrier system bởi chính bộ trưởng quốc phòng Mỹ Robert McNamara (giai đoạn từ 1961 đến 1968), và được McNamara đánh giá là một chiến thuật chủ chốt, cùng với các chiến dịch không kích, trong chiến tranh Việt Nam.:508–509 Công trình tiêu tốn 2 tỉ Mỹ kim (tương đương khoảng 18.038.974.359 USD theo giá đồng USD năm 2025) dù trước khi khởi công, McNamara chỉ ước tính tốn kém khoảng 1 tỷ Mỹ kim. Công trình này đã xem như bị phá sản từ sau năm 1968, sau khi Quân đội Nhân dân Việt Nam mở cuộc Tổng tiến công Mậu Thân và cuộc tấn công căn cứ Khe Sanh.

## Ý tưởng thực hiện
Một số ý tưởng đã được đề xuất vào những năm trước 1965 về một hệ thống đường để bảo vệ khu vực biên giới phía bắc của Nam Việt Nam và vùng Đông Nam Lào. Tuy nhiên, các kế hoạch này nhìn chung đều bị phản đối bởi nó yêu cầu điều động một số lượng lớn lực lượng quân sự đến các vị trí cố định, đồng thời các kế hoạch cũng bị cho rằng sẽ tạo điều kiện cho bộ đội Bắc Việt có cớ để đưa quân vào sâu trong lãnh thổ Lào.
Tháng 12 năm 1965, Robert McNamara đã 2 lần gặp Carl Kaysen, cựu thành viên trong hội đồng cố vấn an ninh quốc gia trong thời kỳ tổng thống Kennedy. Kaysen đề xuất ý tưởng về một hàng rào điện tử (nguyên gốc tiếng Anh: electronic barrier) để giới hạn việc xâm nhập của quân đội Bắc Việt. McNamara đồng ý với ý tưởng này và yêu cầu Kaysen thực hiện đề xuất. Bắt đầu từ tháng 1, John McNaughton và một nhóm các nhà khoa học từ Cambridge, Massachusetts, bao gồm cả Kaysen và Roger Fisher, hoàn tất bản đề xuất và gởi cho McNamara vào tháng 3 năm 1966. McNamara sau đó trình bản đề xuất này cho Joint Chiefs of Staff (JCS) để xin ý kiến. JCS phản hồi lại rằng đề xuất đặt ra những yêu cầu không thực tế về lực lượng quân sự cần phải triển khai trên hàng rào điện tử này, đồng thời cũng sẽ tạo nên những khó khăn trong quá trình xây dựng và hậu cần.
Cũng trong giai đoạn cuối 1965 đầu 1966, Jerry Wiesner và George Kistiakowsky đã thuyết phục McNamara hỗ trợ chương trình nghiên cứu hè của một nhóm 47 nhà khoa học và học giả xuất sắc ở Cambridge, để hình thành nhóm cố vấn JASON (nguyên gốc tiếng Anh: JASON advisory division) của Institute for Defense Analysis (tạm dịch: Viện phân tích Quốc phòng). Chủ đề nghiên cứu của nhóm là tìm kiếm một chiến thuật để thay thế cho các chiến dịch đánh bom Bắc Việt không hiệu quả của McNamara. Vì Kaysen và các thành viên khác trong nhóm Cambridge đều là thành viên của nhóm cố vấn khoa học JASON, ý tưởng về một hàng rào điện tử chống xâm nhập cũng được đặt ra trong chương trình làm việc của JASON.

### Nhóm nghiên cứu JASON
Cuộc họp của nhóm nghiên cứu JASON diễn ra vào ngày 16 đến 25 tháng 6 năm 1966 tại trường Dana Hall ở Wellesley, Massachusetts. Các tòa nhà được canh gác nghiêm ngặt ngày đêm và những người tham dự đều được đảm bảo an ninh tuyệt đối. Một báo cáo về những cuộc họp này được hoàn tất vào tháng 7 và tháng 8.
Bản báo cáo của nhóm vào tháng 8 năm 1966 đánh giá việc ném bom miền Bắc là một thất bại vì cho rằng việc ném bom này đã không ảnh hưởng đến việc hỗ trợ quân sự cho lực lượng của Hà Nội ở miền Nam. Thay vào đó, các cố vấn đề xuất sử dụng 2 hàng rào chống xâm nhập như là 1 ý tưởng thay thế. Hàng rào thứ nhất sẽ chạy từ bờ biển vào sâu trong đất liền dọc theo khu phi quân sự và sẽ ngăn chặn sự xâm nhập của quân Bắc Việt bằng các phương tiện thông thường. Hàng rào thứ hai sẽ chạy từ khu vực biên giới phía tây vào trong lãnh thổ Lào và sẽ là hàng rào ngăn chặn với các bãi mìn và thiết bị phát hiện điện tử (electronic detection) với sự hỗ trợ từ không quân và sự hỗ trợ từ quân đội ở mức tối thiểu. Trong khi báo cáo của JSC ước tính việc xây dựng chỉ 1 hàng rào trong số này sẽ mất đến 4 năm, báo cáo JASON lại cho rằng việc xây dựng này có thể sẽ hoàn tất chỉ trong 1 năm. Việc rút ngắn này là rất quan trọng với McNamara vì ông ta cho rằng có thể ép Hà Nội ngồi vào bàn đàm phán nếu quận đội Mỹ thành công trong việc cắt đứt đường tiếp vận Bắc - Nam của quân Bắc Việt.:120–126

### Đưa ra quyết định
Tháng 9 năm 1966, McNamara trình báo cáo của nhóm JASON group cho Joint Chiefs. Báo cáo này gây chia rẽ trong nội bộ JCS khi một số giám đốc đưa ra ý kiến phản đối còn tướng Earle Wheeler, một chủ tịch của JCS, lại ủng hộ. Ý tưởng về việc xây dựng hàng rào chống xâm nhập cũng bị phản đối bởi hội đồng tham mưu trưởng liên quân Hoa Kỳ. Báo cáo của nhóm JASON cũng được JCS trình cho đô đốc Grant Sharp, tư lệnh các lực lượng Mỹ tại Thái Bình Dương (Commander-in-Chief, United States Pacific Command (CINCPAC)), và đô đốc Sharp phản hồi lại rằng ý tưởng hàng rào này là không thực tế dưới góc độ triển khai nhân lực và xây dựng. Tướng William Westmoreland, tư lệnh các lực lượng Mỹ tại Việt Nam vào lúc đó, cũng lên tiếng phản đối và thậm chí còn sợ rằng hàng rào này sẽ đi vào lịch sử với tên gọi là Westmoreland's Folly (tạm dịch: Sự điên rồ của Westmoreland).:177
Bất chấp mọi sự phản đối, vào ngày 15 tháng 9 năm 1966, không đợi đến quyết định cuối cùng của JCS, McNamara đã cho tiến hành xây dựng hệ thống hàng rào này. Trung tướng Alfred Starbird, giám đốc Cơ quan Truyền thông Quốc phòng (Defense Communications Agency), được bổ nhiệm làm người đứng đầu Lực lượng Đặc nhiệm 728, đơn vị thực hiện dự án và cam kết hoàn tất vào tháng 9 năm 1967. Hai ngày sau, JCS cũng đưa ra một báo cáo tích cực về dự án. Tháng 11 năm 1966, McNamara chính thức đề xuất với Tổng thống Johnson việc triển khai hệ thống hàng rào này. Chi phí xây dựng được ước tính là 1.5 tỉ dollar, và 740 triệu dollar cho chí phí hoạt động hàng năm của hệ thống.:129–130 ''The Practice Nine'' đã được sử dụng làm mã liên lạc nội bộ cho dự án.

## Các mốc thời gian
Vào ngày 13 tháng 1 năm 1967, tổng thống Johnson đồng ý việc xây dựng công trình này, và công trình được liệt vào hàng ưu tiên quốc gia cao nhất.

### Thay đổi tên dự án
Tháng 6 năm 1967, một bản của Practice Nine bị rò rỉ ra với báo giới. Dự án sau đó được đổi tên là Illinois City và được gọi là Dự án Dye Marker (Project Dye Marker) vào tháng 9. Hơn thế nữa, dự án cũng còn được biết đến là một hệ thống SPOS (Strong-point-obstacle-system, tạm dịch: Hệ thống điểm-chướng ngại vật), với 2 thành phần khác nhau là Dump Truck (để chống phương tiện di chuyển xâm nhập) và Mud River (để chống cá nhân xâm nhập), và được gọi chung là Muscle Shoals.:130 Vào ngày 13 tháng 9 năm 1967, tên dự án được chuyển từ Dye Marker sang Muscle Shoals, và vào tháng 6 năm 1968 được đổi thành Igloo White.:139
Dự án Dye Marker được lực lượng Mỹ xây dựng một phần vào năm 1967-1968 dọc theo phần phía đông của khu phi quân sự. Một hàng rào chống xâm nhập hiệu quả, chạy xuyên qua miền Nam Việt Nam vào sâu trong lãnh thổ Lào, được xem là tầm nhìn lớn của Bộ trưởng Quốc phòng Hoa Kỳ Robert McNamara, người lo sợ rằng việc leo thang ném bom có thể dẫn đến sự can thiện lớn hơn của Trung Quốc, và cũng là một thành phần quan trọng trong chiến lược tác chiến của ông. Với chi phi xây dựng lên đến hàng triệu dollar, dự án được đặt tên bởi truyền thông là the Great Wall of Vietnam (tạm dịch: Vạn Lý trường thành Việt Nam), McNamara's Wall (tạm dịch: Bức tường McNamara), McNamara Barrier (tạm dịch: Hàng rào McNamara), Electric Fence (tạm dịch: Hàng rào điện tử), và Alarm Belt (tạm dịch: Vành đai báo động).

### 1967
Các kỹ sư USMC vào đầu năm 1967 được lệnh phải ủi một dải rộng ít nhất 500 mét từ Gio Linh về phía tây đến Cồn Thiên. Điều này được Thủy quân Mỹ lục chiến gọi là The Trace. Việc xây dựng bắt đầu vào mùa hè năm 1967:178 và được chính thức tuyên bố vào ngày 7 tháng 9 năm 1967. Việc xây dựng được thực hiện bởi Sư đoàn 3 Thủy Quân Lục Chiến của Mỹ. Đầu tiên, các nhóm 11th Engineers bắt đầu san ủi tiếp phần The Trace, một con đường rộng 600 mét và dài 11 km đã được chặt bỏ cây cối, bụi rậm và phá bỏ làng mạc nếu cần. Xương sống của hệ thống cứ điểm là các cứ điểm Alpha 2 ở Gio Linh phía đông, Alpha 4 ở Cồn Thiên phía tây và Alpha 3 ở giữa. 7,578 lính Thủy Quân Lục Chiến Mỹ đã được điều động để hỗ trợ cho việc xây dựng các cứ điểm quan trọng và hệ thống vật cản của Dự án Dye Marker vào ngày 1 tháng 11 năm 1967. Thêm vào đó, 4,080 lính Mỹ cũng được điều động để hỗ trợ cho các phi vụ oanh tạc những mục tiêu xâm nhập, như là 1 phần của dự án Dye Marker.:4
Dự án hàng rào phòng thủ Dye Marker từ đây kéo dài từ khu phi quân sự bắt đầu từ biển Đông với tổng chiều dài lên đến 76 km. Một số phần của tuyến phòng thủ được bao bọc bởi các boongke, tiền đồn, căn cứ tăng cường và hỗ trợ hỏa lực, đồng thời được bao quanh bởi dây kẽm gai concertina. Các phân đoạn của dự án hàng rào khác nằm dưới sự giám sát liên tục của radar, các cảm biến phát hiện chuyển động và âm thanh, đồng thời được bảo vệ bằng bãi mìn và hàng rào dây thép gai. Các máy bay EC-121R làm nhiệm vụ nhận tín hiệu gởi về từ các cảm biến để chuyển tiếp về trung tâm xử lý tín hiệu, đồng thời thực hiện việc tấn công các mục tiêu xâm nhập.
Trong khi đó, giới truyền thông Mỹ lại mô tả dự án là một hệ thống tháp canh với hàng rào dây thép gai trong khi những chi tiết liên quan đến thiết bị điện tử thì lại bị giữ bí mật. Điều này lại khiến cho một số dư luận Mỹ đánh giá dự án hàng rào là một dự án rẻ tiền và tầm thường. Trên thực tế, Quảng Trị, một trong những trọng điểm của hệ thống hàng rào chống xâm nhập, đã được trang bị dày đặc hệ thống cảm biến điện tử và mìn sỏi để ngăn chặn con đường chuyển quân và tiếp tế của Quân đội Nhân dân Việt Nam qua khu phi quân sự trong những ngày tháng mang tính quyết định của chiến tranh Việt Nam.

### 1968
Đầu năm 1968, cánh phía tây của hệ thống hàng rào đoạn từ Khe Sanh đến khu vực trại của Lực lượng đặc biệt ở Làng Vây đã bị nhiều toán quân Bắc Việt tấn công. Khe Sanh và trại của Lực lượng đặc biệt này nhanh chóng bị bao vây trong trận Khe Sanh kéo dài tổng cộng 77 ngày. Trong khi đó, Robert McNamara, cha đẻ của dự án hàng rào chống xâm nhập, đã rời Bộ Quốc phòng vào ngày 29 tháng 2 năm 1968. Tháng 7 năm 1968, tướng Abrams, tư lệnh Hoa Kỳ tại Nam Việt Nam, ra lệnh bỏ Khe Sanh và khu vực xung quanh. Căn cứ của lính Mỹ tại đây đã bị dỡ bỏ và tất cả các cơ sở hạ tầng dọc theo Đường 9 hướng sang Lào, kể cả đường và cầu, đã bị phá hủy một cách có hệ thống.
Vào ngày 29 tháng 10 năm 1968, tất cả công việc xây dựng hệ thống hàng rào vật lý của dự án dọc theo khu phi quân sự phía Nam Việt Nam đã bị ngừng lại. Cơ sở hạ tầng vật lý được tạo ra cho hàng rào đã được chuyển đổi thành một loạt các trọng điểm và cơ sở để hỗ trợ cho các chiến dịch cơ động mới. Sự kiện này đánh dấu cho sự kết thúc của Hàng rào điện tử McNamara. Tuy nhiên, ý tưởng về Hàng rào chống xâm nhập đã được điều chỉnh lại thành hệ thống chống xâm nhập với sự hỗ trợ của các cảm biến điện tử, máy tính và không lực, hệ thống mà sau đó được biết đến là một phần của chiến dịch Igloo White.
Trong hồi ký của mình, Robert McNamara đã nhấn mạnh rằng hệ thống hàng rào chống xâm nhập của ông đã có thể cắt giảm được phần nào sự xâm nhập miền Nam của quân Bắc Việt. Tuy nhiên, hệ thống hàng rào lại bị xem là không hiệu quả trong việc ngăn chặn quân Bắc Việt so với chi phí xây dựng và bảo trì nó. Vào tháng 3 năm 1969, hầu hết các cứ điểm quan trọng của hàng rào đã bị bỏ lại sau khi lính Mỹ rút đi. Hệ thống các cảm biến phát hiện xâm nhập của các xe tải từ Lào được đánh giá là thanh công, tuy nhiên phần cảm biến phát hiện xâm nhập bằng đi chuyển đường bộ đã không bao giờ được triển khai. Nhiều loại đạn đặc biệt được sản xuất riêng cho dự án hàng rào cũng tỏ ra không hoạt động hiệu quả. Năm 1969, Bộ trưởng Quốc phòng Melvin R. Laird đã làm chứng trước Quốc hội rằng các mục tiêu đặt ra cho hàng rào chống xâm nhập đã không đạt được dù đã bỏ ra chi phí cao.:509

Một khoản chính thức về Chiến tranh Việt Nam trong tài liệu Secretaries of Defense Historical Series (tạm dịch: Series lịch sử Các Bộ trưởng Quốc phòng), tuyên bố rằng thành tựu đạt được trong việc chống xâm nhập của hàng rào vẫn còn gây tranh cãi.:536 Bên cạnh đó, nội dung trong tài liệu này cũng dành những lời chỉ trích gay gắt cho McNamara trong việc không đánh giá được kẻ thù là chính phủ Hà Nội, đồng thời cũng đánh giá về Hàng rào McNamara::178
...một phép ẩn dụ cho phong cách quản lý độc đoán, đề cao cá nhân và năng nổ của người Bộ trưởng đã bỏ qua các thủ tục thông thường và đôi khi bỏ qua cả ý kiến của các chuyên gia để hoàn thành công việc. Ông đã áp dụng một ý tưởng từ các học giả dân sự, để buộc quân đội phải thực hiện nó một cách miễn cưỡng, chọn công nghệ thay vì kinh nghiệm, khởi động dự án một cách nhanh chóng với sự phối hợp tối thiểu, bác bỏ những lời chỉ trích có hiểu biết, khẳng định lực lượng sẵn có đủ cho nỗ lực và đổ hàng triệu dollar vào một hệ thống được tiến hành một cách tùy hứng.
Mục đích chiến lược của dự án Dye Marker, cũng như toàn bộ dự án Hàng rào điện tử McNamara, là để ngăn chặn sự xâm nhập của quân Bắc Việt vào Nam Việt Nam. Theo quan điểm của McNamara, điều này có khả năng cho phép thu hẹp quy mô ném bom của Mỹ xuống miền Bắc Việt Nam để tạo cơ hội đàm phán với Hà Nội.
Dự án hệ thống hàng rào cũng bị chỉ trích vào thời điểm đó về sự ra đời của nó để giữ cho quân đội Mỹ ở các vị trí cố định trong khi đối mặt với các lực lượng cơ động của kẻ thù. Sau trận Tổng tiến công và nổi dậy Tết Mậu Thân 1968, việc chỉ trích này lại càng tăng cao, khi Thượng Nghị Sĩ Stuart Symington (D-Missouri) gọi hệ thống hàng rào là một "billion dollar Maginot line concept" (tạm dịch: "Ý tưởng hàng rào Maginot hàng tỉ dollar").